# Michael James Pratt
Michael James Pratt (ur. 10 listopad 1982 w Nowej Zelandii) – nowozelandzki zbieg oskarżony o bycie przywódcą grupy przestępczej, która podstępem zmuszała młode kobiety i nieletnie dziewczyny do nagrywania filmów pornograficznych dla witryn GirlsDoPorn i GirlsDoToys, 529. osoba dodana do listy 10 Najbardziej Poszukiwanych Zbiegów FBI, aresztowany w grudniu 2022 roku.

## Przemysł pornograficzny
Michael James Pratt i jego wspólnik byli właścicielami wytwórni pornografii i witryn pornograficznych GirlsDoPorn i GirlsDoToys. Witryny pornograficzne Pratta zarobiły ponad 17 milionów dolarów amerykańskich dochodu.

## Oskarżenie
Pratt znalazł się w gronie osób podejrzanych o współudział w werbowaniu nieletnich dziewczyn oraz młodych dorosłych kobiet przy użyciu przemocy, podstępu i przymusu do świadczenia za pieniądze usług seksualnych od 2012 do 2019 roku. Podejrzane osoby miały werbować dziewczyny i kobiety ze Stanów Zjednoczonych i Kanady przez zamieszczanie w Internecie fałszywych ogłoszeń poszukiwania modelek do pracy. Później ofiary miały się dowiadywać, że oczekuje się od nich występu w filmie pornograficznym. Pratt rzekomo płacił też innym młodym kobietom pracującym pod jego kierownictwem oraz jego wspólnikom, by wydawali pozytywną opinię i fałszywie przekonywały kobiety, że nagrywane filmy pornograficzne nie zostaną zamieszczone w Internecie, a same kobiety pozostaną anonimowe. Niektórym kobietom rzekomo nie pozwalano oddalić się z miejsca filmowania, aż do ukończenia nagrywania zdjęć, inne rzekomo były zmuszane do czynności seksualnych, na które się nie zgadzały, a na niektóre kobiety rzekomo dokonano napaści seksualnej.

## Śledztwo i postępowanie karne
6 listopada 2019 Sąd Okręgowy Stanów Zjednoczonych Południowego Dystryktu Kalifornii wydał federalny nakaz aresztowania Pratta.
W 2021 roku sąd federalny Stanów Zjednoczonych orzekł, że GirlsDoPorn i GirlsDoToys muszą zwrócić nagrania, a wszystkie umowy z modelkami są nieważne. Michael James Pratt, zidentyfikowany przez organy ścigania jako przywódca grupy przestępczej pozostawał na wolności, a jego proces miał się rozpocząć w czerwcu 2022 roku.
7 września 2022 został dodany do listy 10 Najbardziej Poszukiwanych Zbiegów FBI. Jest 529. osobą dodaną do tej listy. Jest pierwszą osobą od 25 lat, która znalazła się na liście z biura terenowego FBI w San Diego. Łącznie postawiono mu 19 zarzutów, dotyczących takich przestępstw jak:
- Zmowa w celu sprzedaży usług seksualnych z zastosowaniem przemocy, podstępu i przymusu[1]
- Produkcja pornografii dziecięcej[1]
- Sprzedaż usług seksualnych świadczonych przez osobę nieletnią oraz z zastosowaniem przemocy, podstępu i przymusu[1]
- Sprzedaż usług seksualnych z zastosowaniem przemocy, podstępu i przymusu[1]
- Przepadek mienia pochodzącego z przestępstwa[1]

23 grudnia 2022 roku FBI ogłosiło, że hiszpańska policja zatrzymała Michaela Jamesa Pratta w Madrycie. Władze policyjne z Madrytu ogłosiły, że jest to pierwsze w historii zatrzymanie w Hiszpanii osoby figurującej na liście FBI zawierającej nazwiska 10 najbardziej poszukiwanych zbiegów. Federalne Biuro Śledcze podało 21 grudnia 2022 roku jako datę wykreślenia go z listy.